# Ivana Reitmayerová
Ivana Reitmayerová (ur. 4 maja 1992 w Koszycach) – słowacka łyżwiarka figurowa. Jest członkinią klubu ŠKP Bratislava, trenerką jest jej matka Iveta Reitmayerova. Jej brat Peter Reitmayer jest również łyżwiarzem figurowym, który występuje na zawodach międzynarodowych.

## Osiągnięcia
Do największych osiągnięć Ivany Reitmayerovej należą:
- Srebrny medal na Mistrzostwach Słowacji Juniorów w Łyżwiarstwie Figurowym w 2006 roku[1]
- Złoty medal na Mistrzostwach Słowacji Juniorów w Łyżwiarstwie Figurowym w 2007 roku[1]
- Brązowy medal na Mistrzostwach Słowacji w Łyżwiarstwie Figurowym w 2007 roku[1]
- 5. miejsce na Memoriale Ondreja Nepelu w 2008 roku[1]
- 15. miejsce na Mistrzostwach Świata Juniorów w Łyżwiarstwie Figurowym w Sofii w 2008 roku[1]
- 26. miejsce na Mistrzostwach Świata w Łyżwiarstwie Figurowym w Göteborgu w 2008 roku[1]
- 14. miejsce na Mistrzostwach Świata w Łyżwiarstwie Figurowym w Los Angeles w 2009 roku[1]
- 11. miejsce na Mistrzostwach Europy w Łyżwiarstwie Figurowym w Helsinkach w 2009 roku[1]
- Złoty medal na Mistrzostwach Słowacji w Łyżwiarstwie Figurowym w 2009 roku[1]
- 15. miejsce na Mistrzostwach Europy w Łyżwiarstwie Figurowym w Tallinnie w 2010 roku[1]
- 25. miejsce na Mistrzostwach Świata w Łyżwiarstwie Figurowym w Turynie w 2010 roku[4]